# Jonstrup (ved Værløse)
 For alternative betydninger, se Jonstrup. (Se også artikler, som begynder med Jonstrup)
Jonstrup er en forstad med 2.215 indbyggere  (2024) beliggende nord for Ballerup og Måløv, syd for Værløse. Forstaden er beliggende i Furesø Kommune og Ballerup Kommune. Jonstrup ligger umiddelbart vest for Hareskoven og fra Københavns centrum er der 20 kilometer til Jonstrup. Forstaden er beliggende i sognene Værløse Sogn og Måløv Sogn.
I Jonstrup ligger den tidligere Jonstruplejren (i Ballerup Kommune) (nedlagt i 2016) og det tidligere seminarium, Jonstrup Seminarium (i Furesø Kommune). Desuden findes erhvervsområdet Walgerholm, hvor Sommerkorpset havde til huse under 2. verdenskrig.

## Historie
Oprindeligt bestod Jonstrup kun af en mølle med 7,8 tønder land dyrket areal skyldsat til 3,15 tønder hartkorn.
Efter indførelsen af folkeskolen oprettedes et lærerseminarium i Jonstrup.

### Byudvikling og byplanlægning
En egentlig byudvikling skete først efter 2. verdenskrig. Endnu i 1960 havde byen kun 268 indbyggere. Jonstrup lå uden for banelinjerne og området var derfor ikke omfattet af hverken Fingerplanen fra 1947 eller af "Betænkning vedrørende Partiel Byudviklingsplan nr. 2 for Københavns-egnens byudviklingsområde" fra 1951. Men i "Betænkning vedrørende Partiel Byudviklingsplan nr. 7 for Københavns-egnens byudviklingsområde" fra 1966 var udpeget nye områder for byudvikling også i Jonstrup, dog kun i mellemzone, det vil sige, at de kunne inddrages, hvis sognerådet fandt dette hensigtsmæssigt. Det skete, fordi man mente, at det ikke ville stride mod andre arealinteresser. Året forinden var der lige syd for kommunegrænsen i Ballerup-Måløv kommune tilsvarende udlagt byudviklingsområder nordøst for Måløv, og det var forudset, at Måløv ville vokse sammen med disse områder. Dette skete ud fra en betragtning om, at Måløv på grund af gode bane- og vejforbindelser (Frederikssundbanen og Frederikssundlandevejen) lå fordelagtigt for byudvikling, samt at man mente, at det ikke stred imod rekreative hensyn. Det var således forudsat, at det nye samlede byområde Måløv-Jonstrup ville være adskilt fra anden bebyggelse af en nord-sydgående grøn kile. Byudvikling i Jonstrup var hæmmet af, at Værløse Flyveplads lå nord for byen.